# هانا سنش
هانا سِنِش (مجاری: Hannah Szenes؛ ‏ ۱۷ ژوئیه ۱۹۲۱ – ۷ نوامبر ۱۹۴۴) که با نام شانا سِنِش هم شناخته می‌شود، شاعر یهودی مجارستانی و یکی از اعضای سازمان اجرایی عملیات ویژه (SOE) بود. او یکی از ۳۷ سرباز یهودی سازمان اجرایی عملیات ویژه بود که در جریان جنگ جهانی دوم، توسط نیروهای انگلیسی از فلسطین تحت فرمان بریتانیا، به‌منظور کمک به نیروهای ضد نازی و در نهایت جهت انجام عملیات و نجات جان یهودیان مجارستانی که در آستانه تبعید به اردوگاه مرگ آلمان در آشویتس بودند با چتر نجات در خاک یوگسلاوی فرود آمدند.
سِنِش در مرز مجارستان توسط ژاندارم‌های مجارستانی دستگیر شد. او زندانی و شکنجه شد، اما از افشای جزئیات مأموریت خود خودداری کرد. او در نهایت محاکمه و توسط جوخه تیراندازی تیرباران شد. او به عنوان یک قهرمان ملی در اسرائیل در نظر گرفته می‌شود، اما به گفته گاردین تا حد زیادی در زادگاهش مجارستان فراموش شده است. در اسرائیل شعرهای او به‌طور گسترده‌ای شناخته شده است و کیبوتص یاد حانه و همچنین چندین خیابان به نام او نامگذاری شده‌اند.

## اوایل زندگی

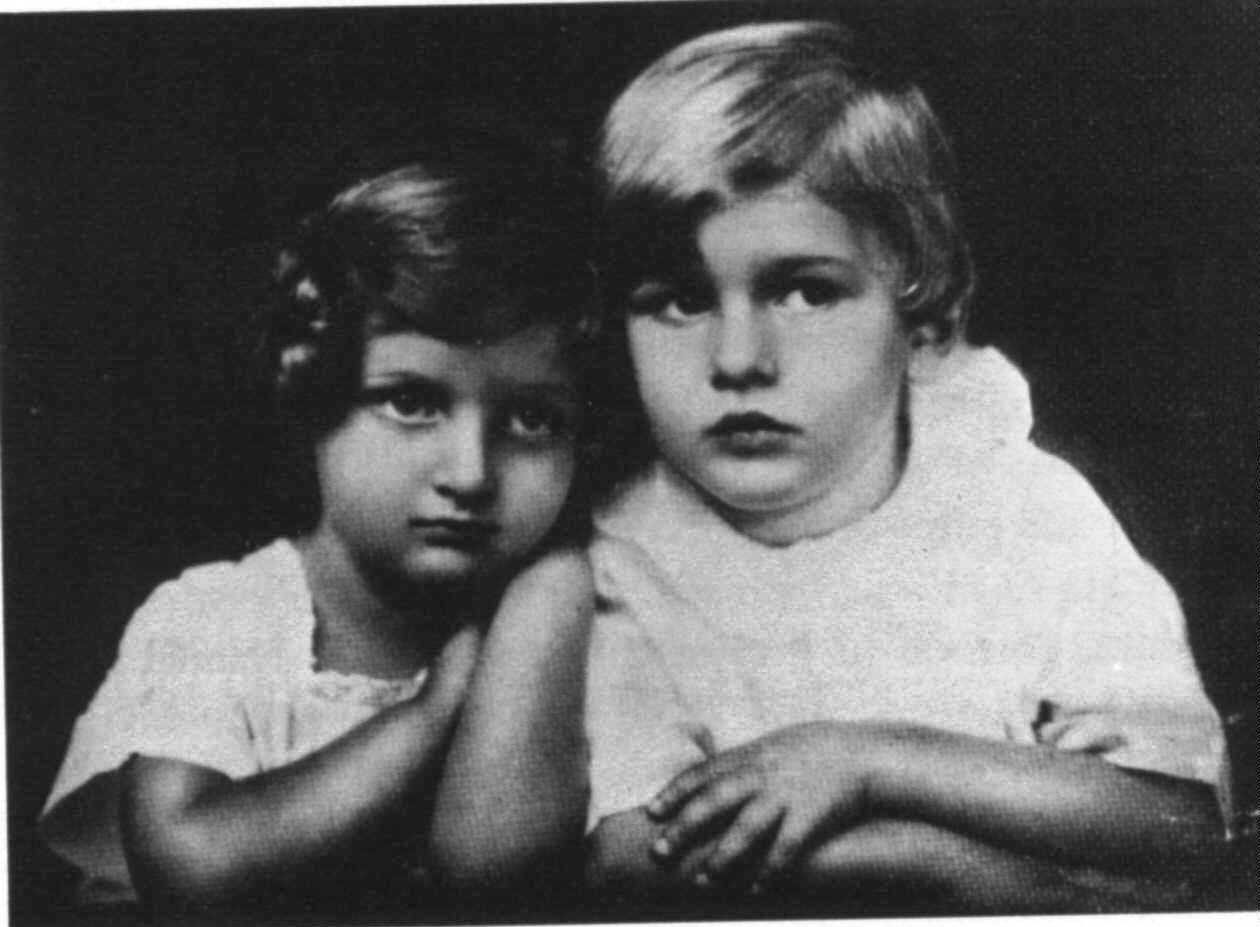
سِنِش و برادرش در بوداپست c. ۱۹۲۴

سِنِش در ۱۷ ژوئیه ۱۹۲۱ در بوداپست در یک خانواده یهودی همگون‌شده در مجارستان متولد شد. پدرش بلا، که یک روزنامه‌نگار و نمایشنامه‌نویس مشهور بود، در کودکی درگذشت. او با مادرش کاترین و برادرش گیورگی به زندگی ادامه داد.
سِنِش در یک مدرسه خصوصی پروتستان ویژهٔ دختران ثبت نام کرد که دانش آموزان کاتولیک و یهودی را نیز می‌پذیرفت. با این حال، مذهبی‌های کاتولیک و یهودی مجبور بودند دو برابر تا سه برابر مبلغی که پروتستان‌ها می‌پرداختند، بپردازند. پس از اینکه مادرش به این نتیجه رسید که چنین شهریه‌ای بسیار گران است، سِنِش به عنوان «دانشجوی تیزهوش» معرفی شد و اجازه داشت فقط دو برابر مبلغ معمول را بپردازد.
سِنِش که پی برد وضعیت یهودیان در مجارستان روز به روز در حال مخاطره‌آمیز شدن است، به سوی پذیرش صهیونیسم سوق یافت و او به مکابه، یک جنبش جوانان صهیونیستی مجارستانی پیوست و زبان عبری را آموخت.

## مهاجرت به نحلل
هانا سنش در سال ۱۹۳۹ فارغ‌التحصیل شد و تصمیم گرفت برای تحصیل در مدرسه کشاورزی دخترانه در نحلل به فلسطین تحت قیمومت بریتانیا مهاجرت کند. در سال ۱۹۴۱، او ابتدا به کیبوتص سدوت یام و سپس به هگانا، یک گروه شبه‌نظامی که پایه‌های نیروهای دفاعی اسرائیل را پایه‌گذاری کرد، پیوست.
در سال ۱۹۴۳، او در نیروی هوایی کمکی زنان بریتانیا به عنوان یک سرباز زن نیروی هوایی درجه ۲ نام‌نویسی کرد. بعداً در همان سال، او در سازمان اجرایی عملیات ویژه استخدام شد و برای یادگیری پریدن با چتر نجات به مصر فرستاده شد.

## ماموریت چتربازی
بین سالهای ۱۹۴۳ و ۱۹۴۴، جامعه یهودی فلسطین (یه‌شو) تصمیم گرفت چتربازان یهودی را برای کمک به نیروهای متفقین و یهودیان در اروپای اشغالی به پشت خطوط دشمن بفرستد. این مأموریت همکاری بین یه‌شو و نیروهای بریتانیا برای ایجاد یک واحد کماندویی یهودی در ارتش بریتانیا بود. سِنِش داوطلب شد و به همراه ۳۲ نفر دیگر از بین ۲۵۰ نامزد برای اعزام به ماموریت‌های فعال انتخاب شد.

## دستگیری و شکنجه
در ۱۴ مارس ۱۹۴۴، او و دو همکارش با چتر در یوگسلاوی فرود آمدند و به یک گروه پارتیزانی پیوستند. پس از فرود، آنها متوجه شدند که آلمانی‌ها قبلاً مجارستان را اشغال کرده‌اند، بنابراین گروه تصمیم گرفتند که مأموریت را به دلیل خطر بسیار زیاد لغو کنند.
سِنِش اما به راه خود ادامه داد و به سمت مرز مجارستان حرکت کرد. در مرز، او و همراهانش توسط ژاندارم‌های مجارستانی دستگیر شدند، که دستگاه فرستنده رادیویی نظامی بریتانیایی او را پیدا کردند که برای ارتباط با سازمان اجرایی عملیات ویژه و سایر پارتیزان‌ها استفاده می‌شد. او را به زندان بردند، برهنه کردند، به صندلی بستند، سپس به مدت سه روز شلاق و چماق زدند. او در اثر ضرب و شتم چندین دندان از دست داد.
نگهبانان می‌خواستند کد فرستنده او را بدانند تا بتوانند بفهمند چتربازان چه کسانی هستند و دیگران را به دام بیندازند. سِنِش که به زندان بوداپست منتقل شد، بارها مورد بازجویی و شکنجه قرار گرفت، اما فقط نام خود را فاش کرد و از ارائه کد فرستنده خودداری کرد، حتی زمانی که مادرش نیز دستگیر شد. آنها تهدید کردند که اگر همکاری نکند مادرش را خواهند کشت، اما او باز هم نپذیرفت.

## محاکمه و اعدام
سِنِش در ۲۸ اکتبر ۱۹۴۴ به دلیل خیانت در مجارستان توسط دادگاهی که توسط رژیم فاشیست پیکان صلیبی تعیین شده بود محاکمه شد. صدور حکم دو بار به تعویق افتاد: یک تعویق هشت روزه برای دادن فرصت بیشتر به قضات برای صدور حکم و به دنبال آن تعویقی دیگر، این بار به دلیل انتصاب یک قاضی انتصابی جدید. او در ۷ نوامبر ۱۹۴۴ با جوخه تیراندازی تیرباران شد. او یادداشت‌های روزانه خود را تا آخرین روز زندگی خود نگه می‌داشت. در یکی از آنها نوشته بود: «در ماه ژوئیه، من بیست و سه ساله می‌شوم / من شماره‌ای در بازی انتخاب کردم / تاس‌ها ریخته شد. من باختم» و دیگری: «من نور گرم خورشید را دوست داشتم».
دفتر خاطرات او در سال ۱۹۴۶ به زبان عبری منتشر شد. بقایای او در سال ۱۹۵۰ به اسرائیل آورده شد و در قبرستانی در کوه هرتسل اورشلیم به خاک سپرده شد. سنگ قبر او در نوامبر ۲۰۰۷ به اسرائیل آورده شد و در سدوت یام قرار گرفت.
در جریان محاکمه رودولف کاستنر، که شخصیتی بحث‌برانگیز بود و در مذاکره با نازی‌ها برای نجات تعدادی از یهودیان مجارستانی در جریان هولوکاست مشارکت داشت، مادر سِنِش شهادت داد که در طول مدتی که دخترش زندانی بود، افراد کاستنر به او توصیه کرده بودند که برای دخترش وکیل نگیرد. علاوه بر این، او مکالمه ای با کاستنر پس از جنگ را به یاد آورد و به او گفت: «من نمی‌گویم که تو می‌توانستی دخترم هانا را نجات بدهی، اما تو تلاشی برای این کار نکردی - این کار را برای من سخت‌تر می‌کند که هیچ کاری انجام نشده است.»
پس از جنگ سرد دادگاه نظامی مجارستان رسماً او را تبرئه کرد. بستگان او در اسرائیل در ۵ نوامبر ۱۹۹۳ از حکم قضایی رسمی مطلع شدند.